# Phrynobatrachus annulatus
Phrynobatrachus annulatus är en groddjursart som beskrevs av Perret 1966. Phrynobatrachus annulatus ingår i släktet Phrynobatrachus och familjen Phrynobatrachidae. IUCN kategoriserar arten globalt som starkt hotad. Inga underarter finns listade i Catalogue of Life.